# ديف إدواردز (لاعب كرة قدم أمريكية)
ديف إدواردز (بالإنجليزية: Dave Edwards)‏ هو لاعب كرة قدم أمريكية أمريكي، ولد في 14 ديسمبر 1939 في كولومبيا في الولايات المتحدة، وتوفي في 5 ديسمبر 2016 في Laguna Park, Texas ‏ في الولايات المتحدة.

## وصلات خارجية
- ديف إدواردز على موقع مرجع كرة القدم المحترفة.كوم (الإنجليزية)